# I-62/I-162
I-62/I-162 — підводний човен Імперського флоту Японії, який взяв участь у бойових діях Другої світової війни. Споруджений як І-62, корабель 20 травня 1942-го перейменували на І-162, щоб звільнити нумерацію для нових крейсерських підводних човнів (так само вчинили щодо всіх субмарин KD типів).

## Довоєнна служба
Корабель, який спорудили у 1930 році на верфі компанії Mitsubishi в Кобе, належав до типу KD4.
По завершенні його включили до 29-ї дивізії підводних човнів, у складі якої І-62 перебував і на момент вступу Японії у Другу світову війну.

## Перший похід
26 листопада 1941-го, незадовго до вступу Японії у Другу світову війну, І-62 вирушив до Палау (важлива база на заході Каролінських островів), проте ще на шляху туди був перенаправлений до порту Самах (китайський острів Хайнань).
5 грудня, за кілька діб до відкриття бойових дій, І-62 вже вирушив з Самаху до визначеного йому району в Південнокитайському морі, де разом з низкою інших човнів сформував патрульну лінію поблизу півострова Малакка, на який уже 8 грудня (тобто в день нападу на Перл-Гарбор — тільки останній відбувся по інший бік лінії зміни дат) висадились японські десанти. У цьому поході І-62 не зміг досягнути якогось успіху, а 27 грудня завершив його в бухті Камрань (центральна частина узбережжя В'єтнаму).

## Другий похід
7 січня 1942-го І-62 вирушив для дій у Індійському океані (можливо відзначити, що японські човни через побоювання мінної загрози прямували до цього району через східну частину Яванського моря та протоку Ломбок).
28 січня 1942-го в районі на захід від острова Цейлон І-62 без успіху атакував якесь судно. Наступної доби в тому ж районі човен уразив британський танкер Longwood (9463 GRT), який, втім, зміг дістатись до Коломбо (у підсумку переживе війну та буде зданий на злам в 1955 році). 3 лютого 1942-го за сім десятків кілометрів на південний захід від Коломбо І-62 уразив торпедою грецький танкер Spondilus (7402 GRT). Втім, останній за допомогою встановленої на ньому артилерії зміг відігнати атакуючу субмарину (і це судно переживе війну).
10 лютого 1942-го І-62 завершив похід на західному узбережжі півострова Малакка у Пенанзі, який на найближчі кілька років стане базою японського підводного флоту для дій у Індійському океані.

## Третій похід
28 лютого 1942-го І-62 вирушив для дій на ворожих комунікаціях у Індійському океані. 10 березня в центральній частині Бенгальської затоки за шість сотень кілометрів на захід від Андаманських островів човен обстріляв і потопив невеликий британський вітрильник Lakshmi Govinda (235 GRT).
21 березня 1942-го І-62 знову перебував поблизу Коломбо, де торпедував уже третій за свою бойову кар'єру танкер — San Girilo (8012 GRT). Як і два попередні танкери, це судно змогло дістатись порту (буде здане на злам аж у 1971 році).
22 березня 1942-го поблизу східного виходу з Полкської протоки (розділяє Індію та острів Шріл-Ланка) І-62 атакував якесь цивільне судно та претендував на торпедне влучання. Втім, ціль змогла відірватись від човна.
25 березня 1942-го І-62 завершив похід у Пенанзі, а 2—12 квітня човен перейшов до японського порту Сасебо.

## Четвертий похід
18—24 травня 1942-го І-62 пройшов з Сасебо до атола Кваджелейн на Маршаллових островах, де на початковому етапі війни знаходилась значна база японського підводного флоту.
26 травня 1942-го, вже як І-162, човен вирушив у четвертий похід (у цей період з Кваджелейну в межах операції проти атола Мідвей вийшло багато японських субмарин). У цьому поході човен не зміг поповнити свій бойовий рахунок і 21 червня прибув на Кваджелейн.
24 червня — 1 липня 1942-го І-162 здійснив перехід до Сасебо, а 22 липня полишив Японію в напрямку Пенангу.

## П'ятий похід
23 серпня 1942-го І-162 вирушив на бойове патрулювання до Бенгальської затоки. Під час короткого походу човен не досягнув якихось результатів та повернувся до Пенангу 12 вересня.

## Шостий похід
28 вересня 1942-го І-162 знову попрямував у Бенгальську затоку. 3 жовтня біля східного узбережжя Індостану, за чотири з половиною сотні кілометрів на південний захід від Калькутти, човен поцілив однією торпедою і потопив радянський лісовоз «Мікоян» (2332 GRT), який прямував з тільки-но названого індійського порту до Карачі, маючи на борту генеральні вантажі.
7 жовтня 1942-го за дві сотні кілометрів на північ від Мадрасу І-162 потопив унаслідок торпедної атаки британський пароплав Manon (5597 GRT, колишнє італійське судно, захоплене у лютому 1941-го в Сомалі), який прямував із вантажем вугілля з Калькутти до Коломбо.
Прямувавши на південь, 13 жовтня 1942-го човен перестрів поблизу південно-східного узбережжя Цейлону пароплав Martaban (4161 GRT). Хоча в судно влучила торпеда, проте його змогли відбуксирувати до Коломбо (у підсумку загине в 1952 році внаслідок навігаційної аварії).
18 жовтня 1942-го І-162 повернувся в Пенанг.

## Сьомий похід
На початку листопада 1942-го човен спробував вирушити в новий похід, проте невдовзі через технічні проблеми повернувся в Пенанг. Тим часом японське командування отримало помилкові розвідувальні дані щодо підготовки союзниками десанту на острів Тимор, на тлі яких вирішило спрямувати до Сурабаї (східна частина острова Ява) одразу кілька субмарин. Як наслідок, 15—21 листопада І-162 перейшов до Сурабаї.
24 листопада 1942-го човен вийшов у похід для бойового патрулювання у Арафурському морі біля північного узбережжя Австралії. Тут він не зміг поповнити свій бойовий рахунок і 22 грудня повернувся в Сурабаю.

## Восьмий та дев'ятий походи
7 січня 1943-го І-162 рушив для дій в Арафурському морі та затоці Карпентарія, проте вже 13 числа повернувся на Яву.
26 січня 1943-го човен знову вийшов для дій на австралійському напрямку, де перш за все провів рекогносцирування Кокосових островів (лежать в океані за тисячу кілометрів на південний захід від Суматри). 14 лютого під час повернення на базу І-162 був виявлений у Зондській протоці (між Суматрою та Явою) американським підводним човном USS Thresher. Останній випустив дві торпеди, проте одна не влучила в ціль, а друга не здетонувала. І-162 відкрив по ворожому кораблю вогонь із палубної гармати та зміг розірвати контакт. 16 лютого японський човен повернувся в Сурабаю.
Наприкінці лютого 1942-го І-162 вирушив до Японії на ремонт і 10 березня прибув до Сасебо. Лише 4 вересня він полишив Куре та 16 числа прибув до передової бази у Пенанзі.

## Десятий та одинадцятий походи
27 вересня 1943-го І-162 полишив Пенанг, провів 3—6 жовтня на острові Сабанг (біля північного завершення Суматри), після чого рушив до Індійського океану. Не досягнувши тут якихось результатів, човен 9 листопада повернувся на базу. 12 листопада 1943-го І-162 вирушив до Сінгапуру, звідки повернувся на початку грудня.
14 грудня 1943-го човен вчергове вирушив до Індійського океану, проте знову не зміг поповнити свій бойовий рахунок. У другій половині січня 1944-го І-162 був у Сінгапурі, а не пізніше середини лютого прибув до Пенангу.

## Дванадцятий похід
22 лютого 1944-го човен вийшов на бойове патрулювання. 4 березня за шість сотень кілометрів на південний захід від Коломбо І-162 торпедами й артилерією знищив британське судно Fort McLoud (7127 GRT), яке здійснювало одиночний перехід з Кочіна до південноафриканського Дурбана із вантажем міді та воєнних припасів.
25 березня 1944-го човен повернувся в Пенанг.

## Завершальний етап служби
У період до 15 квітня 1944-го І-162 здійснив перехід до Японії, де став використовуватись у складі навчальної ескадри підводних човнів Куре.
У квітні 1945-го човен переобладнали для прийому керованих торпед «кайтен». Первісно планувалось, що він лише доправлятиме цю зброю на бази, проте в липні почались тренування з їх бойового застосування.
Влітку 1945-го І-162 також здійснював рейси до Дайрену (наразі китайський Далянь) в Маньчжурії для доставки звідти палива (щонайменше для проведення власних тренувань). 10 липня під час одного з таких походів І-162 перехопив американський підводний човен USS Lionfish, який випустив 5 торпед, проте не поцілив японську субмарину.
І-162 дочекався капітуляції Японії, а 1 квітня 1946-го був затоплений разом з кількома іншими трофейними підводними човнами в межах операції «Roads End».

## Бойовий рахунок
| Дата       | Назва           | Тип        | Тоннаж | Місце           |
| 10.03.1942 | Lakshmi Govinda | вітрильник | 235    | 13°22'N 87°27'E |
| 03.10.1942 | Мікоян          | вантажне   | 2332   | 19°24'N 85°24'E |
| 07.10.1942 | Manon           | вантажне   | 5597   | 15°00'N 80°30'E |
| 04.03.1944 | Fort McLoud     | вантажне   | 7127   | 2°01'N 77°06'E  |